# Keutapang Aree
Keutapang Aree is een bestuurslaag in het regentschap Pidie van de provincie Atjeh, Indonesië. Keutapang Aree telt 770 inwoners (volkstelling 2010).